# Michele di Rocco
Michele di Rocco (Foligno, 4 maggio 1982) è un ex pugile italiano, Campione europeo dei pesi superleggeri (2013-2015) e sfidante al titolo mondiale WBA.

## Biografia

### Carriera da dilettante
Di ascendenze sinti, è l'unico figlio maschio di una famiglia con nove sorelle. Nel 1999 è Campione italiano dilettanti nei pesi piuma. Rappresenta l'Italia ai campionati del Mondo junior di Budapest del 2000 dove batte il georgiano David Beridze ai punti (16-6), ma perde dal russo Khabib Allakhverdiev 8-25. 
Nel 2000 sale nei pesi leggeri e conquista il campionato nazionale dilettanti anche in tale categoria. Ai Giochi del Mediterraneo del 2001 a Tunisi è medaglia di bronzo. Si conferma Campione d'Italia dei leggeri nel 2001. L'anno dopo, ai Campionati europei di Perm', è medaglia di bronzo dopo aver battuto per abbandono l'ucraino Vladimir Lipsky ai punti e il tedesco Harus Sipahi 30-28 ma perdendo la semifinale con il russo Alexander Maletin per squalifica. Si conferma Campione italiano dei pesi leggeri nel 2002 e nel 2003 (in quest'ultimo caso battendo ai punti Brunet Zamora). 
Partecipa alle Olimpiadi di Atene del 2004 battendo al primo turno il venezuelano Patric Lopez ai punti 37-30, poi l'australiano Anoushrivan Nourian 33-25 ma è sconfitto dal rumeno Ionuţ Gheorghe 18-29.
Nella prima parte della sua carriera è stato allenato da Alfi Grasso, anche lui ex pugile negli anni 80.

### Carriera da professionista
Esordisce al professionismo subito dopo le Olimpiadi, ingaggiato da Rosanna Conti e Umberto Cavini. Dopo otto combattimenti tutti vinti, il 21 ottobre 2005 batte Massimo Bertozzi e conquista il titolo italiano dei superleggeri. Lo conserva battendo Antonio Mastantuono e, grazie a un pari, contro Giorgio Marinelli. Si rifà battendo lo stesso Marinelli il 26 dicembre 2006  e strappandogli il titolo di Campione dell'Unione Europea.
Il 30 gennaio 2007 di Rocco combatte per la prima volta all'estero, a Helsinki, e conserva il titolo UE contro il finlandese Juho Tolppola. Subisce la prima sconfitta per knock-out tecnico il 21 settembre 2007 a Livorno contro Giuseppe Lauri, perdendo il titolo UE e l'occasione di conquistare il titolo mondiale WBC vacante dei superleggeri.  
Tra il 2008 e l'aprile 2012, di Rocco combatte 13 match vincendoli tutti. Il 14 aprile 2012 si vendica di Giuseppe Lauri mettendolo KO dopo soli 1:19 dall'inizio del match e riguadagnando la cintura vacante di Campione dell'Unione Europea dei pesi superleggeri.
L'8 giugno 2013 conquista il titolo europeo della medesima categoria, battendo il britannico Lenny Davis ai punti in dodici riprese. Il 22 dicembre 2013 difende per la prima volta il titolo continentale battendo ai punti, con decisione unanime, il finlandese Ville Piispanen. Tra il 2014 e il 2015 si conferma campione europeo per altre tre volte.
Dopo aver lasciato il titolo europeo vacante, il 28 maggio 2016 di Rocco combatte  per il titolo mondiale WBA contro Ricky Burns a Glasgow, perdendo però all'ottavo round per ko tecnico. Combatte ancora due volte con una vittoria e una sconfitta, a Mosca, contro il russo Eduard Trojanowskij che lo mette KO al quarto round. È il suo ultimo match.

### Dopo il ritiro
Di Rocco vive a Bastia Umbra con la moglie e i tre figli. È uno dei protagonisti del docufilm Oltre il ring di Nathalie Rossetti, tratto dal libro omonimo di Stefano Martufi. Dopo il ritiro ha aperto una palestra di pugilato a Roma, nel quartiere Quadraro, non escludendo di poter risalire sul ring, sia pur ormai ultraquarantenne.